# 马来树鹊
马来树鹊（学名：Dendrocitta occipitalis）是鸦科树鹊属的一种，分布于文莱、印度尼西亚和马来西亚。该物种的保护状况被评为无危。
马来树鹊的栖息地包括种植园、亚热带或热带的湿润低地林、亚热带或热带的（低地）湿润疏灌丛、亚热带或热带严重退化的前森林和亚热带或热带的湿润山地林。